# La legge violenta della squadra anticrimine
La legge violenta della squadra anticrimine è un film poliziesco all'italiana del 1976, diretto da Stelvio Massi.
È l'ultimo film di Lee J. Cobb che morì poco dopo le riprese ed è uno dei pochi poliziotteschi ambientati a Bari.

## Trama
Il commissario Jacovella è un funzionario di Polizia dai modi sbrigativi e decisi ma fondamentalmente onesto, e talvolta si lascia andare a metodi non proprio ortodossi per portare a termine il proprio lavoro di Capo della squadra Mobile della città.
Per questo è inviso ai giornalisti della città e ricambia lo stesso sentimento nei loro confronti.
La moglie di Jacovella è testimone in un processo contro il fratello del locale boss della Sacra Corona Unita Dante Ragusa e viene minacciata dagli scagnozzi dello stesso per non farla testimoniare.
Il processo si risolve con l'assoluzione dell'imputato e con il commissario che pubblicamente se la prende con i giornalisti presenti. La situazione in città è tesa.
Antonio Blasi, ragazzo giovane e senza un lavoro, ha bisogno di soldi per poter andare a vivere con la fidanzata Nadia e sposarla, decide così di partecipare ad una rapina ad un furgone portavalori. Qualcosa però va storto, la rapina viene sventata, l'autista della banda ucciso e il resto dei rapinatori ingaggia una sparatoria con l'agente di Polizia di guardia fuori della Banca. Blasi, che non ha mai sparato ad un uomo, è costretto dagli altri rapinatori ad uccidere il poliziotto che tentava di fermarli. Confuso e stordito dallo shock per aver ucciso il giovane agente, egli si dà alla fuga a piedi.
Mentre gli altri due rapinatori riescono a rubare un'auto e a dileguarsi facendo un'altra vittima (la donna proprietaria dell'auto), Blasi corre ancora spaventato e in crisi di coscienza per le vie della città, finché non ferma un'auto e costringe l'autista a scendere. Per sua sfortuna però l'auto appartiene a Pasquale Ragusa, fratello di un rispettato boss mafioso e non vedente della zona, che trasportava di ritorno da Roma alcuni documenti scottanti tra cui la lettera di un Ministro corrotto in cambio di facili permessi di costruzione in città.
Blasi così, oltre che essere ricercato dalla polizia per omicidio, ha fatto un torto al boss Dante Ragusa che ovviamente lo vuole morto e ordina di catturarlo ai propri uomini, i quali nel cercarlo, ne uccideranno il padre gettandolo in una macina. 
Il ragazzo fugge assieme alla fidanzata in una masseria di campagna appartenuta al nonno ed ora disabitata, inseguito dai killer del boss Ragusa, che lo intercettano nei pressi di Castel del Monte e dove tentano di ucciderlo. Blasi nello scontro con i killer ha la meglio e se ne libera uccidendone uno. La fuga prosegue.
Nel frattempo Giacomo Maselli, direttore del quotidiano locale La Gazzetta del Mezzogiorno è uno dei giornalisti che non sopporta i metodi violenti della polizia, soprattutto del commissario Jacovella, scopre l'identità dell'uccisore del poliziotto nella rapina, ne raccoglie la confessione comprendendone il pentimento e tenta di aiutarlo.
Il commissario Jacovella, letta la notizia con le rivelazioni sull'identità del Blasi sul giornale, pedina Maselli e lo salva da un attentato che Pasquale Ragusa stava preparando al giornalista, uno degli agenti spara ed uccide Pasquale Ragusa e salva Maselli.
L'indagine prosegue e il commissario si presenta al funerale del fratello del Boss, facendolo andare su tutte le furie per il gesto, considerato di poco rispetto.
Maselli e la fidanzata di Antonio Blasi, che non lo ha abbandonato nonostante sappia dell'omicidio, riescono a convincere il ragazzo a costituirsi, visto che egli a questo punto ha una sola via d'uscita, anche perché ha trovato e letto la lettera del Ministro corrotto al boss Ragusa e sanno che non avrebbe vita lunga in giro per la città. Maselli comunica al commissario che il ragazzo si consegnerà nella redazione del giornale la sera stessa.
Al momento della consegna davanti ai cancelli della Gazzetta del Mezzogiorno, un cecchino del boss Ragusa però spara a Blasi con un fucile di precisione. Il ragazzo muore tra le braccia della fidanzata e sotto gli occhi di Maselli e Jacovella ma non prima che questi sia entrato in possesso della lettera che svela il contatto tra il Ministro corrotto e i Ragusa, documento che consentirà così al funzionario di recarsi ad arrestare il boss.

## Produzione
Il film è ambientato e girato in gran parte a Bari: gli esterni riprendono gli scorci della città: per gli interni (oltre agli stabilimenti Incir-De Paolis di Roma) venne utilizzata la redazione del quotidiano de La Gazzetta del Mezzogiorno a Bari.
Le scene girate dentro e fuori del palazzo sede del giornale mostrano le fasi di lavorazione tipografica "a caldo" dell'epoca. Alcuni dei giornalisti che appaiono sono veri: si riconoscono Federico Pirro e il cronista sportivo Milella.
Tutta la città di Bari è documentata dal film: le vie del centro, la cattedrale, il lungomare, la stazione, il Teatro Margherita, ancora funzionante, il Teatro Petruzzelli, gli alberghi (delle Nazioni e Ambasciatori), la Fiera del Levante, la zona industriale, il casello di Bari nord dell'autostrada. Nella città vecchia varie scene inquadrano la basilica di San Nicola, la cattedrale, il Fortino. Alcune riprese anche nel porticciolo di Torre a Mare.
Molte scene sono state girate a Trani nella parte nuova, al lungomare, e nella città vecchia (la famosa cattedrale, il tribunale). Una scena è stata girata nel piazzale antistante Castel del Monte, utilizzato come scenario per lo scontro tra uno dei killer della mafia che cerca Blasi per ucciderlo.

## Accoglienza
La legge violenta della squadra anticrimine fu distribuito nei cinema italiani il 14 aprile 1976, ed incassò 654.940.070 lire dell'epoca.